# 김병일 (1951년)
김병일(1951년 1월 20일~ )은 국가경영전략연구원 원장이다.

## 경력
- 계성고등학교 졸업
- 연세대학교 경제학과 졸업
- 서울대학교 행정대학원 수료
- Hunter College of the City University of New York 대학원 졸업(도시경제학 전공, 석사)
- 원호처 사무관
- 해군 장교 복무
- 경제기획원 사무관
- 서울올림픽대회 조직위원회 방영권과장
- 경제기획원 대외경제조정1과장, 북방경제1과장,
- 동향분석과장, 총무과장
- 주일본대사관 참사관
- 공정거래위원회 경쟁국장, 정책국장, 사무처장
- 공정거래위원회 부위원장(차관급)
- 김·장 법률사무소 상임고문
- 국가경영전략연구원 원장 (2019.5 ~ 현재)